# Justs Sirmais
Justs Sirmais, ou simplement Justs, né le 6 février 1995 à Ķekava en Lettonie, est un chanteur letton.
Le 28 février 2016, il remporte la finale nationale "Supernova 2016" et est choisi pour représenter la Lettonie au concours Eurovision de la chanson 2016 à Stockholm, en Suède avec la chanson Heartbeat (Battement de cœur).
Il participe à la seconde demi-finale, le 12 mai 2016 où il se qualifie pour la grande-finale du 14 mai . Finalement, il termine le concours à la 15e position avec 132 points.
En 2018, il est co-présentateur à l'émission Supernova 2018, ayant pout but de désigner l'artiste qui représentera la Lettonie au concours Eurovision.

## Discographie

### Singles
- "Heartbeat" (2016)